# Topola czarna 'Plantierensis' z Parku Matejki w Łodzi
Topola 'Plantierensis' z Łodzi – rosnąca w ogrodzie francuskim Parku Matejki topola czarna w odmianie szerokokolumnowej, najokazalsza krajowa topola z grupy 'Plantierensis'. Pomnik przyrody od 2020 r.
Drzewo odznacza się pięknym pokrojem, charakterystycznym dla odmiany oraz drobnym owłosieniem ogonków liściowych. Rośnie w pobliżu fontanny. Topola została posadzona po zakończeniu II wojny światowej wraz z innymi roślinami sprowadzonymi z zachodniej Europy w nawiązaniu do stworzonego układu kompozycyjnego.
Drzewo zostało uchwalone pomnikiem przyrody dn. 15.04.2020 r. uchwałą nr XXIV/812/20 Rady Miejskiej w Łodzi. 

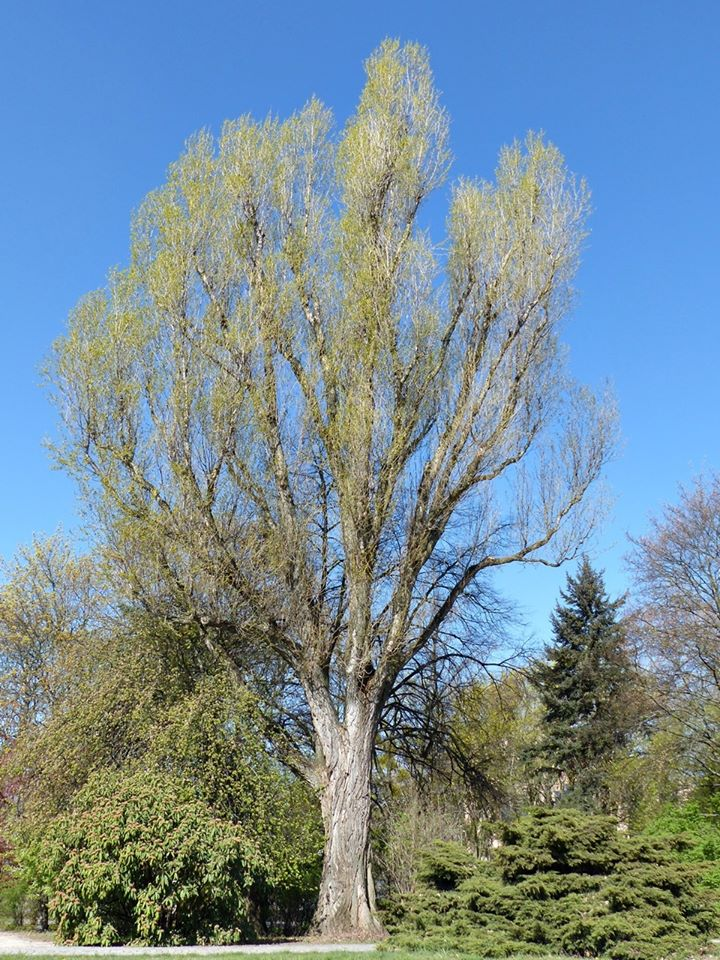
Drzewo wczesną wiosną